# 蔡允中
蔡允中，臺灣經濟學家、中華民國外交官暨政府官員。畢業於東海大學國際貿易學系學士、阿拉巴馬州立大學企業管理研究所碩士。曾任經濟部國際貿易局駐美投資貿易服務處秘書、經濟部工業局副組長、经济合作与发展组织（OECD）顧問、經濟部智慧財產局／國際貿易局組長、駐印尼臺北經濟貿易代表處公使銜副代表、行政院經貿談判辦公室談判代表、外交部國際合作及經濟事務司副司長／司長等職務，現任駐義大利臺北代表處大使銜代表。

## 職業生涯
2014年3月，駐印尼代表處經濟組長蔡允中表示，印尼經貿官員相當關切《海峽兩岸服務貿易協議》（服貿協議）在立法院的進展，認為服貿協議對臺灣與中國大陸都有利，不解為何臺灣出現分歧看法。印尼經貿官員也關切，如果服貿協議在立法院審查出現困難，是否會影響到臺灣與包括印尼在內的其他國家簽署雙邊經貿協定。
2021年1月，外交部國際合作及經濟事務司長蔡允中表示，世界贸易组织（WTO）「為我國參與国际组织中最重要的一環，近年主動積極參與，包含積極運用WTO爭端解決機制，保障我國重要的產業利益，近期我對印度提高資通訊產品关税案，已成立審議小組。」並強調「我國成功爭取擔任WTO原產地規則委員會主席等重要職務，有助於提升我國對議題主導性及國際能見度。我國也積極參與WTO秘書長選任案，與各國候選人舉行視訊及實體會議，強化與WTO秘書處的互動。」
2021年12月，臺灣舉行「重啟核四」、「反萊豬」、「公投綁大選」、「三接遷離」等四項公投案皆遭否決，對此，外交部國際合作及經濟事務司長蔡允中回應，公投結果對國際上清楚傳遞了一個訊息，臺灣願意在國際規範以及標準下與全球做連結，這種訊息與決心都很清楚。
2022年1月，外交部國際合作及經濟事務司長蔡允中對於尼加拉瓜於2021年12月與中華民國斷交後，隨即片面宣布兩國的自由貿易協定（FTA）失效一事表示，以現在的國際法規來講，「FTA是仍然有效」，因為尼加拉瓜沒有照著國際法規的程序進行，造成整個執行上有違約的行為，「所以在這種情況下我們中止，暫停實施FTA」，但是在法理上仍然有效。現正彙整所有業者的意見，會朝向保障業者最大權益的方向，後續提供行政院進行核定，「業者的權益是我們最大的考量」。